# USS George H. W. Bush (CVN-77)
USS «Джордж Буш» (CVN-77) (англ. USS George H. W. Bush (CVN-77)) — американський атомний авіаносець класу «Німіц», десятий і останній корабель цього класу, має значну кількість удосконалень у порівнянні з попередніми кораблями проєкту. Названий на честь 41-го президента США Джорджа Буша-старшого. Є другим кораблем США, названим на честь військово-морського льотчика (першим був «Форрестол»), а також другим, названим на честь живого президента (після авіаносця «Рональд Рейган»).
Закладений 6 вересня 2003 року, спущений на воду 9 жовтня 2006 року, включений до складу флоту 10 січня 2009 року.

## Бойова служба
14 травня 2013 року новий американський безпілотник вперше в історії здійснив зліт з палуби авіаносця в Атлантичному океані.
10 липня 2013 року безпілотний літальний апарат «X-47B» ВМС США вперше успішно приземлився на палубу авіаносця, який знаходився в Атлантичному океані недалеко від узбережжя штату Вірджинія.
15 лютого 2014 року залишив порт приписки для запланованого розгортання на Близькому Сході. В кінці лютого перетнув Гібралтарську протоку, прямуючи з запланованим візитом в грецький порт Пірей. 9 березня прибув із запланованим візитом до турецького порту Анталія. У зв'язку із загостренням ситуації в Іраку, 13 червня США вирішила направити авіаносець у Перську затоку. В якості супроводу були задіяні ракетний крейсер USS «Philippine Sea» (CG-58) і ракетний есмінець USS «Truxtun» (DDG-103). 15 листопада повернувся з розгортання в порт приписки Норфолк.
16 червня 2015 прибув на військово-морську базу Норфолк в Портсмуті, штат Вірджинія, для проходження планового ремонту, який тривав 13 місяців.
23 липня 2016 року залишив верфі для проходження морських випробувань. 27 липня прибув в порт приписки. До кінця року брав участь в підготовці до майбутнього розгортання.
21 січня 2017 року залишив порт приписки для запланованого розгортання на Близькому Сході. 29 січня прибув в зону відповідальності 6-го флоту США. 21 березня прибув до зони відповідальності 5-го флоту США, пройшовши транзитом Ормузьку протоку в Північному напрямку. 5 червня прибув в Середземне море, де з 6 червня де підтримав місію в східній частині Середземного моря в рамках операції Inherent Resolve. 1 липня прибув із запланованим візитом в порт Хайфа, Ізраїль. Взяв участь в навчаннях НАТО «Saxon Warrior 2017» («Саксонський воїн 2017»), які почалися 1 серпня біля узбережжя Великої Британії. 21 серпня 2017 року повернувся в порт приписки.
В лютому 2019 року прибув на корабельню Norfolk Naval Shipyard (NNSY) для планового капітального ремонту. Корабель буде знаходитьсь в ремонті 28 місяців.
12 грудня 2021 року на палубу авіаносця здійснив успішне приземлення та зліт винищувач F-35C Lightning II.

## Галерея

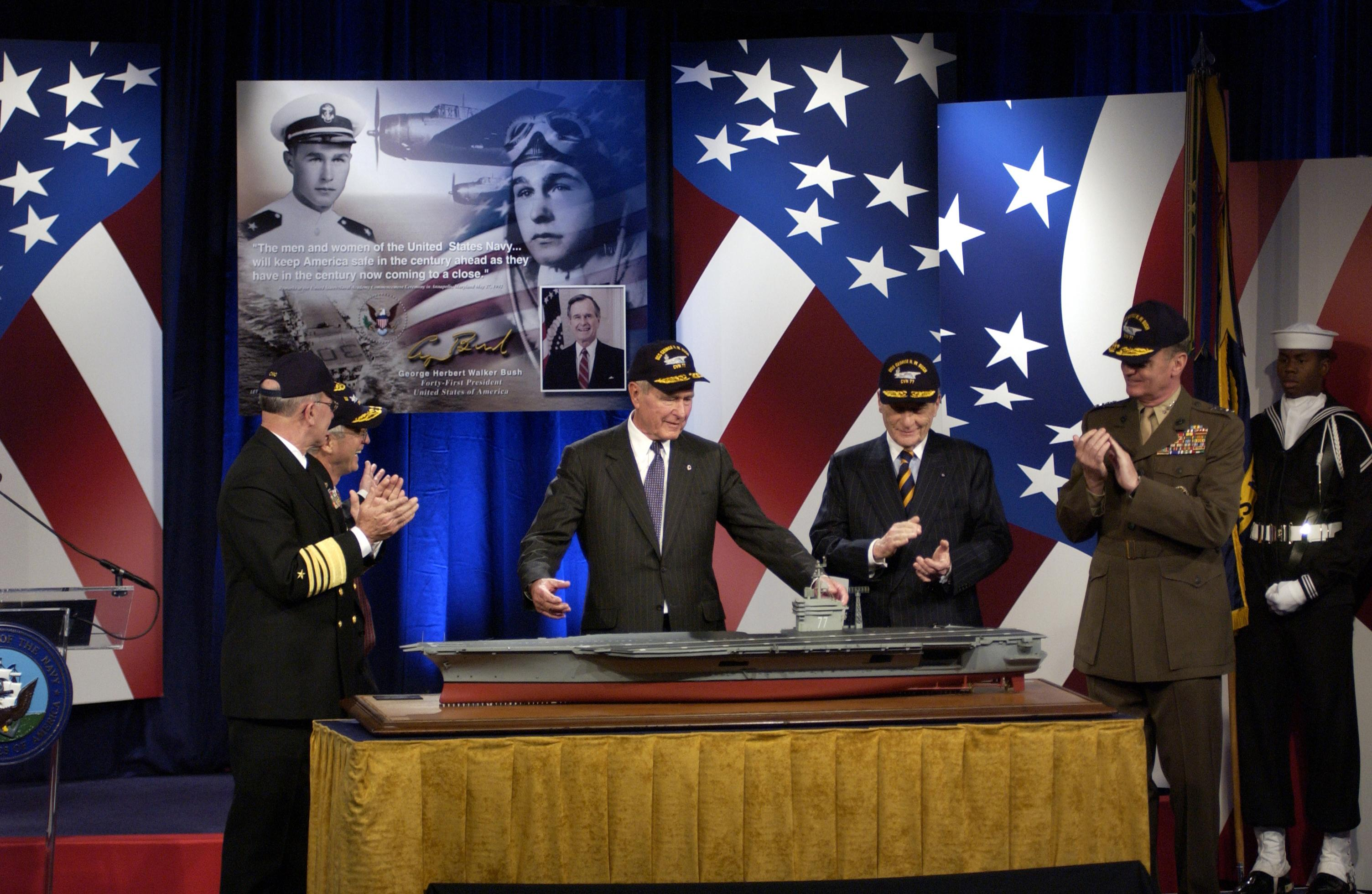
Колишній президент Джордж Буш-старший на судні USS George H.W. Bush в 2002 році
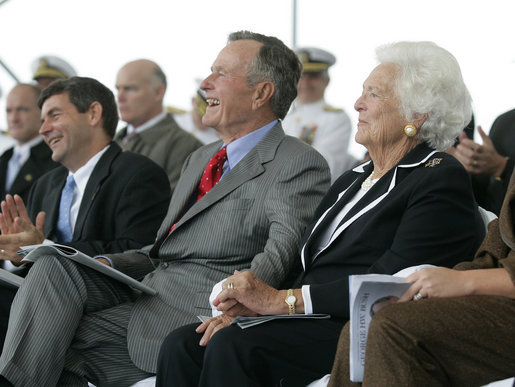
Джордж Буш та Барбара Буш сміються під час хрестин авіаносця USS George H. W. Bush в 2006 році
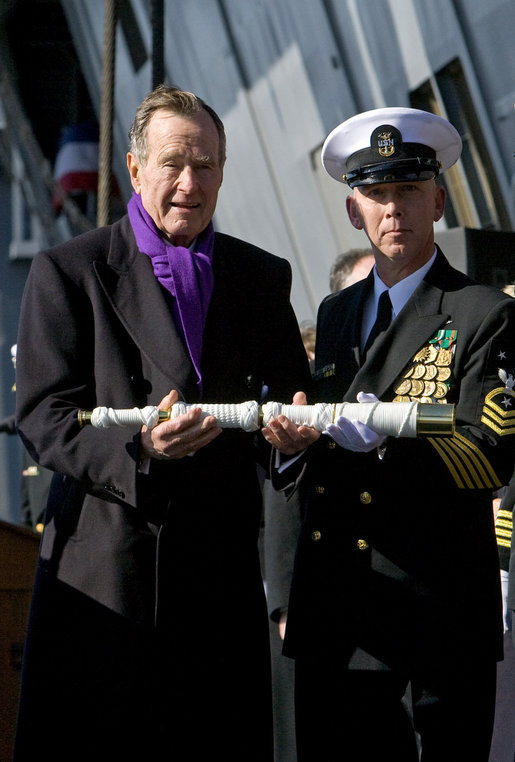
Колишній президент Джордж Буш-старший і перший помічник під час церемонії спуску на воду USS George H. W. Bush 10 січня 2009 року
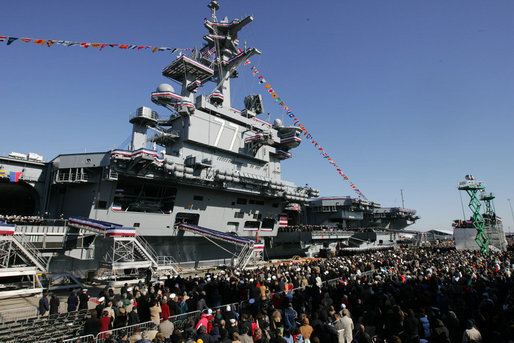
Запуск USS George H. W. Bush 10 січня 2009 року у присутності сім'ї Бушів
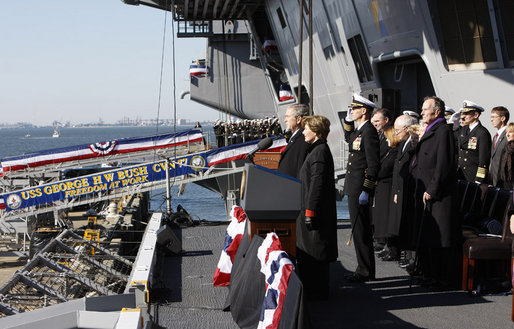
Президент Джордж Буш-молодший, дружина Лора Буш під час виконання американського гімну на церемонії озброєння USS George H. W. Bush (CVN 77), названий на честь його батька. Також присутній віце-президент США Дік Чейні
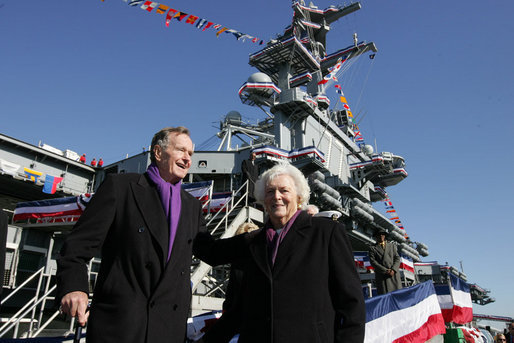
Джордж Буш із дружиною Барбарою Буш